# 김종남
김종남(金宗南, ? ~ ?)은 조선 말기의 국악사로, 가야금의 명인이다. 호는 해은(海隱), 본관은 경주이다.
유명한 국악가의 가문에서 태어났다. 큰아버지는 가야금과 정재의 명인인 김창하(金昌河)이며, 양손자는 고종 때의 국악이론가이자 제4대 국악사장을 지낸 김영제(金甯濟)이다. 1859년에 전악에 올랐으며, 초대 국악사장을 지냈다.